# 茼蒿
茼蒿，別名茼莴、春菊、艾菜、打某菜、皇帝菜，菊科茼蒿屬，原產地中海地区至西亚，在歐洲是庭園中的觀賞花卉植物，宋朝時引進中國後成為蔬食食用。

## 名稱

### 學名
原產地中海的茼蒿，最早由林奈命名，且根據命名法規，Chrysanthemum coronarium定為保留名。下列為其學名（粗體）與異名。
- Chrysanthemum coronarium L., Sp. Pl. 2: 890. 1753, nom. cons.; [註 1]
- Chrysanthemum roxburghii Desf.
- Glebionis coronaria (L.) Cassini ex Spach, Hist. Nat. Vég. 10: 181. 1841.[註 1]
- Glebionis roxburghii (Desf.) Tzvelev; Matricaria coronaria (L.) Desrouss.
- Pinardia coronaria (L.) Lessing
- Pyrethrum indicum Sims (1813), not (L.) Cassini (1826)
- Xantophtalmum coronarium (L.) P. D. Sell.

### 俗名

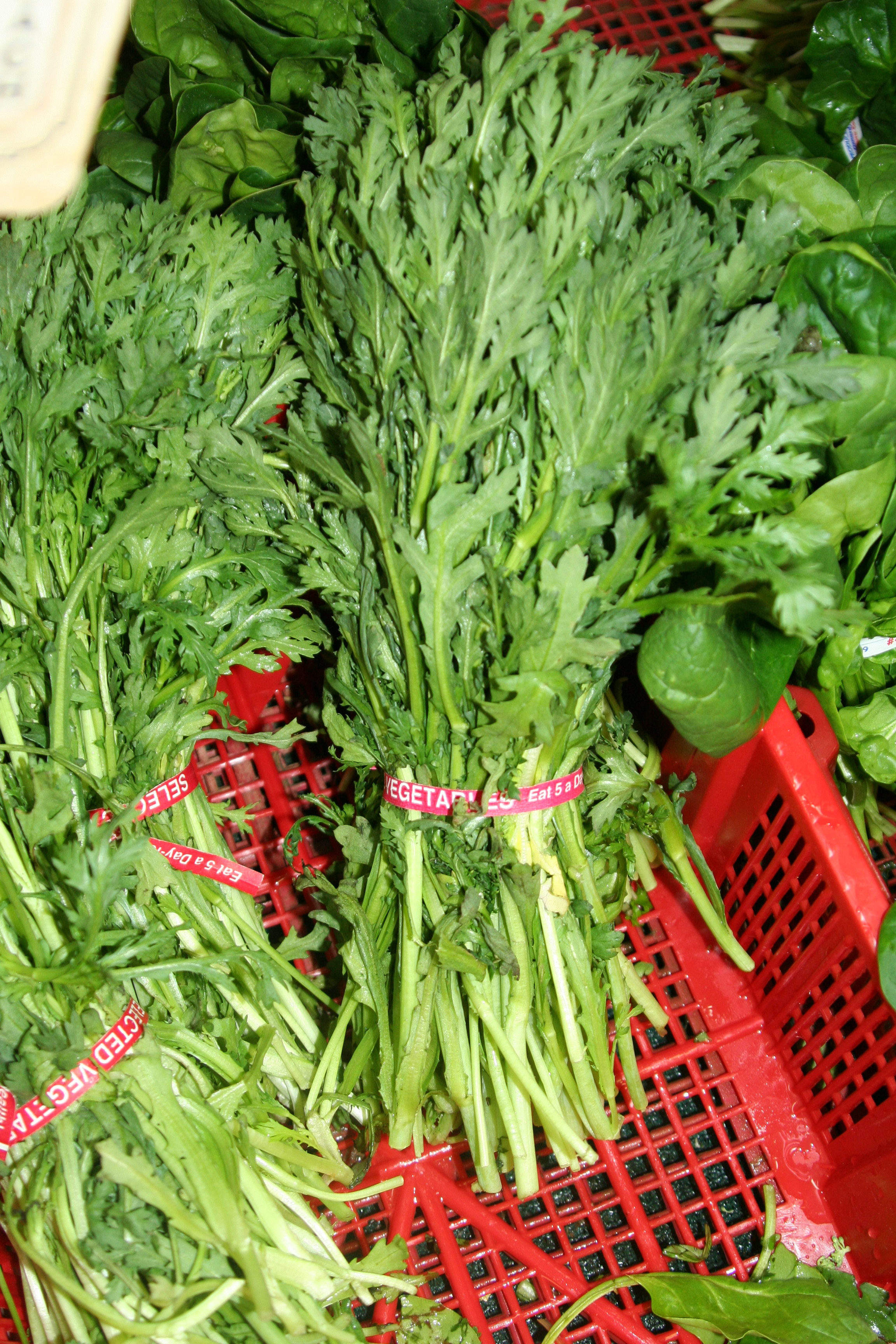
美國洛杉矶市場販售的茼蒿

茼蒿一名的來源，據明朝李時珍本草綱目茼蒿一條下之釋名指其別名為「蓬蒿，且「形氣同乎蓬蒿，故名。」又，「茼」字有些文獻寫作「同」、「蕫」、「董」、「唐」等。
它有數個別名：
- 台灣語俗稱打老婆菜。由於茼蒿的嫩株富含水份，一經受熱炒煮，體積極度縮小，經常下鍋前看似一、二鍋的量，炒煮後則僅剩一小盤。不明事理的先生認為太太偷吃或偷藏，因而拳腳相向，打老婆菜之稱由是傳開[4]。
- 菊花菜、冬子蒿[4]。
- 春菊是日本所使用的羽裂葉茼蒿，但「青味」（草味）較重[4]。
- 英文名稱為Garland Chrysanthemum，意指其花（頭狀花序）形似代表勝利的花環，亦是林奈命名時學名之種小名採用「coronarium」之意[5]。

## 分布
茼蒿原產於地中海地區，在中國則廣泛作為蔬菜栽培：安徽、福建、廣東、廣西、廣州、海南、河北、湖南、吉林、山東、浙江。

## 形態
- 一年生草本，全株無毛或近無毛[6]。
- 莖直立，高70厘米，分枝少[6]。
- 開花時，基部葉片枯萎。植株中部以下的葉無柄，窄橢圓形或披金形，葉緣開裂1-2回甚至3回，裂瓣為卵形或線形。植株上部的葉子漸小[6]。
- 頭狀花序頂生，單一或多數。花梗15-20厘米[6]。
  - 總苞杯形，直徑達3厘米。總苞之苞片（phyllary）四列，線形。
- 瘦果：舌狀花的瘦果具三片窄翅，管狀花的瘦果一至二稜[6]。
- 花期、果期為九月[6]。

染色體數目：2n=18。

## 功用

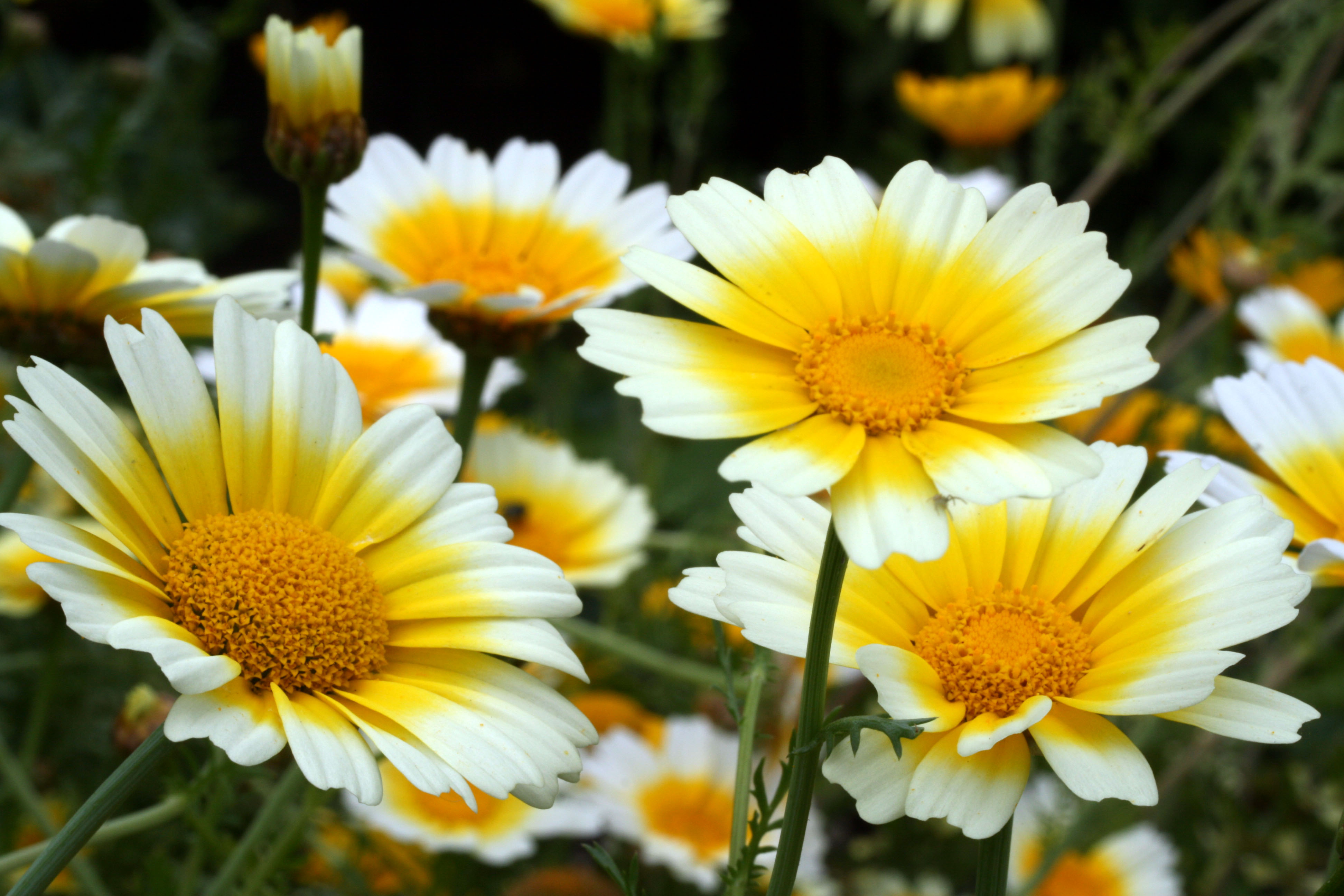

- 茼蒿的葉、莖含豐富的維生素，鈣、鐵的含量也較高[4]。
- 茼蒿具有菊科植物特殊的蒿氣[2]，具健胃作用，能幫助消化、舒緩咳嗽現象[4]。
- 茼蒿富含葉綠素，能活潑造血功能具潔血作用，預防成人疾病[4]。
- 茼蒿含豐富膽鹼，具補脾健胃、降壓益腦的作用[4]。

## 栽培
茼蒿适合在温和或略冷的环境中生长，在温暖的夏季很快开花成熟。种子于初春或秋季播撒。
茼蒿屬於含水量高的蔬菜，葉片容易變黃，因此需新鮮使用。
在台灣，茼蒿各地均有栽培，但以台北之社子、士林，以及彰化、雲林最多。大約於十月上市，供應至清明節前。

## 歷史
原產於地中海地區，在宋朝時引入中國栽培。然而據李時珍言，則自古即栽培食用，只是到了《嘉祐本草》才收入，並往前推至唐代，稱孫思邈的千金方已講到茼蒿。
- 《嘉祐本草》：「同蒿平，主安心氣、養脾胃、消水飲；又動風氣、薰人心，令人氣滿，不可多食。」
- 《本草綱目》：「安心氣、養脾胃、消痰飲、利腸胃。」[2]

## 烹飪方式
除了煮湯、清炒、火鍋配料，由於茼蒿本身的季節性，其烹飪模式亦反應在節令。
- 冬至食用鹹湯圓時，湯料多為茼蒿[4]。
- 火鍋配料，作為時令之涮煮青菜[4]。
- 蚵仔煎之配菜[4]。

### 書籍
- 石鑄; Humphries, C. J.; Gilbert, M. G. Flora of China編輯團隊 , 编. . Flora of China（中國植物志 英文版）. Vol. 20-21. 2011: 772  [2012-07-28]. （原始内容存档于2021-04-04）.
- 李時珍. . . 上海: 商務印書館. 1930.
- 簡錦玲. . 台北: 天下遠見. 2007. ISBN 9789862160176 （中文）.

## 外部連結
- . 藥用植物圖像數據庫 (香港浸會大學中醫藥學院).   [2011-12-01]. （原始内容存档于2021-05-12）.
- Nutrition Facts for Garland chrysanthemum （页面存档备份，存于）